# FTP-клієнт
FTP-клієнт — комп'ютерна програма для спрощення доступу до FTP серверу. Залежно від призначення може або надавати користувачеві простий доступ до віддаленого FTP-сервера в режимі текстової консолі, беручи на себе тільки роботу з пересилання команд користувача і файлів, або відображати файли на віддаленому сервері так, щоб вони були частиною файлової системи комп'ютера користувача, або і те й інше. В останніх двох випадках FTP-клієнт бере на себе завдання інтерпретації дій користувача у команди протоколу FTP, тим самим даючи можливість використовувати протокол передачі файлів.
Зокрема, прикладами використання FTP-клієнта можуть бути:
- Публікація сторінок сайту на Інтернет-сервері Веброзробником
- Завантаження музики, програм і будь-яких інших файлів даних звичайних користувачів Інтернету.

## Реалізація
У найпростішому для користувача (але при цьому найбільш комплексному) випадку FTP-клієнт являє собою емулятор файлової системи, яка просто знаходиться на іншому комп'ютері. З цією файловою системою можна здійснювати всі звичні для користувача дії: копіювати файли з серверу і на сервер, видаляти файли, створювати нові файли. В окремих випадках можливе також відкриття файлів - для перегляду, запуску програм, редагування. Необхідно враховувати, що відкриття файлу передбачає його попереднє скачування на комп'ютер користувача. Прикладами таких FTP-клієнтів можуть служити:
1. Інтернет-браузери (часто працюють в режимі «лише читання», тобто не дозволяють додавати файли на сервер)
2. Файлові менеджери, наприклад: Windows Explorer (Провідник), Total Commander, FAR, Midnight Commander, Krusader
3. Спеціалізовані програми, наприклад: FileZilla, FlashFXP

Завдяки поширеності протоколу FTP, прості (з точки зору реалізації) FTP-клієнти є практично в кожній операційній системі. Однак використання цих клієнтів вимагає навичок використання консолі, а також знання команд протоколу для спілкування з сервером. Так у Windows такою утилітою є ftp.exe. У багатьох збірках Linux також є утиліта ftp.

## Права доступу та авторизація
Файлова система на віддаленому сервері як правило має налаштування прав доступу для різних користувачів. Так, наприклад, анонімним користувачам можуть бути доступні лише деякі файли, про існування інших користувачі знати не будуть. Іншій групі користувачів можуть бути доступні інші файли або, наприклад, на додаток до прав на читання файлів, можуть бути також дані права на запис нових або оновлення наявних файлів. Діапазон варіантів прав доступу залежить від операційної системи та програмного забезпечення кожного конкретного FTP-сервера. Як правило, поділяють права на перегляд вмісту папки (тобто можливість отримати списокфайлів. що містяться в ній), на читання файлу(ів), на запис (створення, видалення, оновлення) файлу(ів).
Для авторизації FTP-сервер, при підключенні до нього FTP-клієнта, запитує в останнього ім'я користувача та пароль. Більшість FTP-клієнтів у свою чергу запитують ці дані у користувача в інтерактивному режимі. Є також і інший спосіб вказати ці дані, включивши їх в URL FTP-сервера. Так, наприклад, у рядку
```
ftp://vasya:key@ftp.example.com
```

- ftp:// - зазначення того, що ми використовуємо протокол FTP
- Vasya - ім'я користувача
- Роздільник імені користувача та паролю
- Key - пароль
- @ - Роздільник аутентифікаційної інформації та адреси сервера
- atp.example.com - адреса FTP-сервера

Нерідкі випадки, коли цей метод вказівки імені користувача та паролю є єдиним, який підтримує FTP-клієнт.